# Lista de bairros de Parintins
Abaixo segue-se uma lista com os bairros da cidade de Parintins, Amazonas.

## Azul
- Raimundo Muniz
- Centro
- Palmares[1]
- Francesa
- Santa Clara: O bairro é denominado industrial pois há várias indústrias como a Agromadeiral Parintins e a CEMOPAR. O bairro também é composto pelo hospital Jofre Cohen, pela Escola Estadual " Gentil Belém" e pelo Centro Educacional Infantil "Mirinópolis".
- Santa Rita
- Macurany
- Castanheira: Castanheira é um bairro da cidade brasileira de Parintins, Amazonas. Localiza-se na àrea azul da cidade, pertencente ao Boi Caprichoso. Em 2005, foi iniciado um processo de urbanização e regularização dos imóveis construídos lá irregularmente. Há investimentos do poder público (municipal e estadual) e da inciativa privada.

## Vermelho
- São José
- Djard Vieira[2]
- Itaúna[3]
- Itaúna II
- União
- Jacaréacanga
- Lady Laura
- Distrito Industrial
- Paulo Corrêa[4]
- São Benedito[5]
- João Novo[6]
- Emílio Moreira
- Pascoal Allággio
- Val Paraíso
- Santoca
- Teixeirão

## Rurais
- Macurany 2[7]
- Aninga[8]
- Paranapanema
- Vila Cristina